# ヨセフ (ヤコブの子)
ヨセフは、『旧約聖書』の「創世記」に登場する、イスラエル人を大飢饉から救った人物。ユダヤ人の祖ヤコブの子で、母はラケル。同母弟にベニヤミン、異母兄にルベン、シメオン、レビ、ユダ、イッサカル、ゼブルン、ダン、ナフタリ、ガド、アシェルが、異母姉にディナがいる。妻アセナトとの間にエフライムとマナセの2男を儲ける。 

## 生涯
「創世記」37-50ではヨセフを中心とした、いわゆる『ヨセフ物語』が語られる。その概要は次の通りである。

### 夢の話と異母兄弟の妬み
ヨセフは父ヤコブと母ラケルとの間に長男(多妻のため、実際にはヤコブの11男)として生まれた。ヤコブはヨセフが年寄り子であるため、誰よりも彼を愛し、きらびやかな服をヨセフに送ったりした。そのため10人の異母兄たちはヨセフを憎むようになった。ある日ヨセフは夢を見、それを語ったので、兄弟たちのねたみを買い、穴に落とされ、やがて彼らによってミデヤン人の隊商に売られてしまう。その直後、ヨセフの服に羊の血を付け、父ヤコブにヨセフは獣に襲われて死んだと偽った。

### エジプトでの受難と栄光
隊商の手によってエジプトに渡ったヨセフは、エジプト王宮の侍従長ポティファルの下僕となるが、そこで成功を収め、ついにはその家の全財産を管理するまでとなる。ところが、ポティファルの妻の性的誘惑を拒んで、その妻にかえってぬれぎぬを着せられて監獄に入れられてしまう。しかし、ヨセフはそこの監獄の長に気に入られ、その監獄の管理人となった。やがて、その監獄にファラオに罪を犯した献酌官長と調理官長が拘留され、ある時、二人は同じ夜にそれぞれ夢を見た。ヨセフはその二人の夢をそれぞれ解き明かし、その解き明かしのとおりになったため、その能力が後にファラオに知られ、ファラオが見た夢も解き明かすことになった。その彼の解き明かしがファラオに認められて出世し、エジプトの宰相となる。その後、ヨセフはファラオからツァフェナト・パネアという名と、オンの祭司ポティ・フェラの娘アセナトを妻として与えられた。

### 兄弟たちの誠意と再会

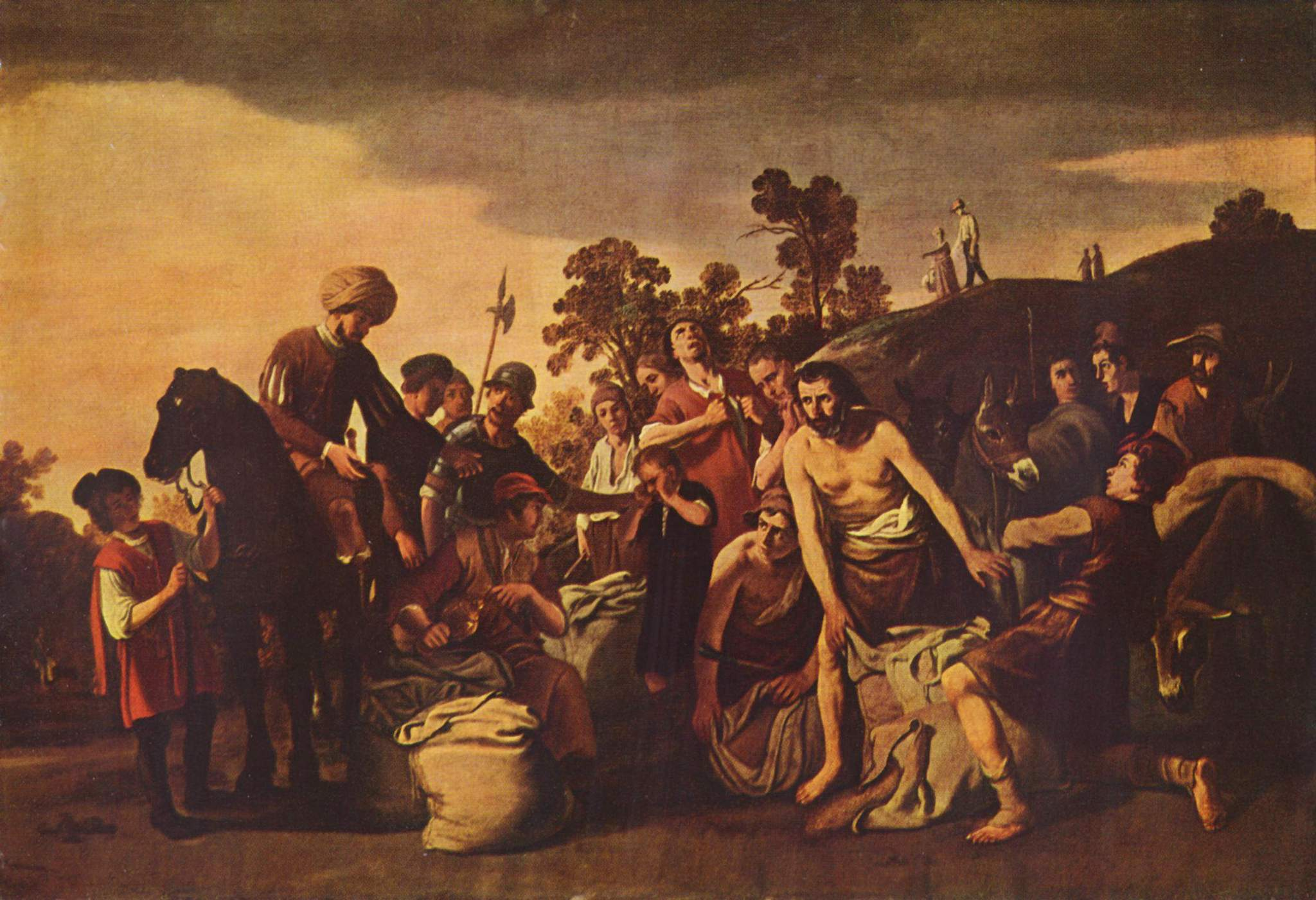
ヨセフがベニヤミンの袋から銀の杯を取る。
(画)ニコラース・ムーヤールト(1627)

宰相の地位に就いたヨセフは七年間の大飢饉に備えるために食料を保存するなど、国政に腕を揮った。七年間の大飢饉はエジプトだけでなく、父ヤコブや兄弟たちのいるカナンの地にも及んだ。そこで、10人の異母兄弟たちは末の弟でヨセフとは同母弟となるベニヤミンをカナンに残し、エジプトに穀物を買いに行く。そこでヨセフと出会うが、兄弟たちは宰相ツァフェナト・パネアがヨセフであることには気付かなかった。だが、ヨセフは兄弟たちのことが分かっていた。そこで、ヨセフは兄弟たちを間者と決めつけ、末の弟ベニヤミンを連れてくるように要求、彼らの誠意を試そうとした。
兄弟たちはシメオンを人質としてエジプトに残し、穀物を持って帰ったが、エジプトで起きたことを父ヤコブに話すと、ヤコブはベニヤミンをエジプトに連れて行くことに強く反対する。しかし、穀物が尽きてしまったため、仕方なくヤコブはベニヤミンをエジプトに連れて行くことを決心、兄弟たちはベニヤミンを連れてエジプトに戻った。ヨセフはベニヤミンを見ると感激し、兄弟たちにご馳走をした。その後、兄弟たちがカナンの地に帰る前にヨセフはベニヤミンの持つ穀物の袋に、自らの使う銀の杯を入れた。そして兄弟たちが出発してすぐに、ヨセフは彼らを追い、彼らが銀の杯を奪ったと指摘、兄弟たちは自信を持って盗んでいないと主張するが、調べるとベニヤミンの袋から銀の杯が見つかった。罰としてヨセフはベニヤミンを自分の奴隷とすると言ったが、兄弟たちは自らが奴隷になってでも、ベニヤミンを帰らせるよう頼んだ。
ヨセフはその誠意にとても感激し、自らのことを明かした。兄弟たちは驚くも、その後ヨセフと抱き合い、和解を果たした。また、兄弟たちはそのことを父ヤコブにも告げた。ヤコブは最初は信じなかったものの、最終的にはヨセフに会って、劇的な再会を果たした。ヨセフは父と兄弟たちをゴシェンに移住させ、ヤコブの死後、110歳まで生き続けた。古来、エジプト人は人間の最長寿命は110歳であると考えており、ヨセフが110歳で死んだという聖書の記述はヨセフが神の愛を深く受けていたということを示している。

## 夢とその解き明かし

### 束（ヨセフの見た夢）
- ヨセフとその兄弟たちが畑で束を束ねていた。すると突然、ヨセフの束が立ち上がり、兄弟たちの束はヨセフの束に向かってお辞儀をした。
  - 解き明かし…これはヨセフが後に宰相となって、兄弟たちが皆ヨセフにひざまずくことになるということを預言している。

### 太陽と月と11の星（ヨセフの見た夢）
- ヨセフと太陽と月と11の星があった。すると、太陽と月と11の星がヨセフに向かってひれ伏した。
  - 解き明かし…太陽というのは父、月というのは母、11の星というのは兄弟たちのこと。束の夢と同じでヨセフの後のことを預言している。

### ぶどうの木（献酌官長の見た夢）
- 献酌官長の前に1本のぶどうの木があり、その木には3本のつるがあった。そのつるが芽を出すと、すぐに花が咲き、ぶどうの実がなった。献酌官長がそのぶどうを摘み、ファラオの杯の中に搾って入れ、その杯をファラオに渡した。
  - 解き明かし…3本のつるというのは3日のこと。3日後、ファラオは献酌官長を元の地位に戻し、以前のようにファラオに杯を渡すことを許されるということを預言している。

### 3つの枝網のかご（調理官長の見た夢）
- 調理官長の頭の上に枝網のかごが3つあった。すると、鳥がやってきて、一番上のかごの中に入ってあるファラオのための食事を食べてしまった。
  - 解き明かし…3つのかごというのは3日のこと。3日後、ファラオは調理官長を木につるして殺し、鳥が死体に群がるということを預言している。

### 7頭の雌牛（ファラオの見た夢）
- ファラオがナイル川の岸に立っていると、ナイル川から肉づきがよくてつやのある雌牛が7頭上がってきて、葦の中で草を食べていた。すると、そのあとに弱々しくやせ細って非常に醜い雌牛が7頭上がってきて、最初に上がった肥えた雌牛7頭を食べてしまった。しかも、醜い牛は肥えた牛を食べたにもかかわらず、何も変わっていなかった。
  - 解き明かし…7頭というのは7年、肥えた雌牛というのは豊作、醜い雌牛というのは飢饉のこと。ファラオがこの夢を見てすぐに、7年間の大豊作が訪れ、その後7年間の大飢饉が起こるということを預言している。

### 7つの穂（ファラオの見た夢）
- 1本の茎にとても豊かに実っている穂が7つあった。すると、東風に焼け、しなびた穂が7つ出てきて、豊かな穂をのみこんでしまった。
  - 解き明かし…7つというのは7年、豊かな穂というのは豊作、しなびた穂というのは飢饉のこと。7頭の雌牛の夢と同じで7年間の大豊作と大飢饉を預言している。

## 系譜
| ヨセフ | 父: ヤコブ | 祖父: イサク | 曾祖父: アブラハム |
| ヨセフ | 父: ヤコブ | 祖父: イサク | 曾祖母: サラ       |
| ヨセフ | 父: ヤコブ | 祖母: リベカ | 曾祖父: ベトエル   |
| ヨセフ | 父: ヤコブ | 祖母: リベカ | 曾祖母:            |
| ヨセフ | 母: ラケル | 祖父: ラバン | 曾祖父: ベトエル   |
| ヨセフ | 母: ラケル | 祖父: ラバン | 曾祖母:            |
| ヨセフ | 母: ラケル | 祖母:        | 曾祖父:            |
| ヨセフ | 母: ラケル | 祖母:        | 曾祖母:            |